# Hekla (neboder)
Neboder Hekla, (fr. Tour Hekla) 220-metarski je neboder u Puteauxu, u okrugu La Défense. Dizajnirao ga je francuski arhitekt Jean Nouvel. Zgrada je građevinsku dozvolu dobila u lipnju 2016. godine. Gradnja je započela u svibnju 2018. za dovršena 2022. 
Kada bude dovršena, bit će to najviši neboder u okrugu La Défense kao i druga najviša zgrada u Francuskoj. Trošak projekta procjenjuje se na 248 milijuna eura.